# Oleško
Oleško – miejscowość i gmina (obec) w Czechach, w kraju usteckim, w powiecie Litomierzyce. W 2022 roku liczyła 100 mieszkańców.
W miejscowości jest przystanek kolejowy Oleško.